# Réinscriptible
Le terme réinscriptible est un terme utilisé principalement en informatique dans le contexte du stockage d'information. Il signifie littéralement inscrire par-dessus et désigne tous les supports où une information peut-être supprimée puis remplacée par d'autres données, par opposition aux supports qu'on ne peut écrire qu'une seule fois.

## Principe
Dans le cas des CD ou DVD, un laser de faible intensité permet la lecture, et un laser de plus forte intensité réécrit le support si le média le permet. Cependant le nombre de fois où cette opération peut être effectuée dépend de la qualité du média utilisé; en pratique un CD-RW ne peut être réécrit qu'un millier de fois environ.

## Liste des supports réinscriptibles
- Les CD-RW
- Les DVD+RW: RW signifie en anglais ReWritable (littéralement Réinscriptible)
- Les DVD-RW (idem)
- les clé USB, et les divers support de stockage informatiques (Disque dur,...)
- Disque Blu-ray

Il ne faut pas confondre les DVD-/+R et les DVD-/+RW. Les premiers ne sont pas réinscriptibles.